# 타임 보칸
《타임 보칸》(일본어: タイムボカン 타이므보캉[*] / Time Bokan 타임 보칸[*], 대한민국 방영 제목: 날아라 태극호)는 '다쓰노코 프로'에서 제작된 일본의 TV 애니메이션이자, 《타임 보칸 시리즈》의 첫 작품으로, 후지 TV 계열의 방송국을 통해 1975년 10월 4일부터 1976년 12월 25일까지 1년 3개월 간에 걸쳐 총 61화가 방영되었다. 대한민국에서는 《별나라 요술공주》의 후속 프로그램으로 1977년 2월 9일부터 11월 30일까지 동양방송에서 매주 수요일 6시부터 6시 30분까지 방영되었다. 주제가는 일본 방영분 오프닝을 번안하였다.

## 줄거리
키에타 박사는 타임머신인 ‘타임보칸’을 시운전하다가 행방불명되고, 앵무새 페라스케와 세계 최고의 보석인 ‘다이나몬드(대한민국 방송시 ‘달라몬드’)’만 되돌아왔다. 탄페이 일행은 박사를 찾아 여러 시대로 시간 여행을 떠나고, 다이나몬드를 노리는 악당 3인조가 이를 방해한다.
그 뒤 키에타 박사는 27화에서 현대로 돌아와 단페이 일행과 재회한다. 이후는 악당 3인조가 다이나몬드를 손에 넣는 것을 막고 페라스케의 고향을 찾는 것이 시간여행의 목적이 된다. 중간에 주인공이 탑승하는 장비가 3대가 된다.

## 개요
이 작품은 처음에는 10월~12월까지는 방향을 결정하느라 시행착오가 있었다는 주장이 있다. 초기 방영분에는 모나리자나 마녀사냥 같은, 어린 아이들에게는 이해하기 어려운 소재가 많았으나 차츰 동화나 옛날 이야기의 소재가 늘어났다는 것이다. 1976년부터는 연출의 틀이 형성되어 후속작인 《이겨라 승리호(원제: ヤッターマン)》로 무난히 이어졌다.
연출과는 별개로 이 작품에는 스캐니메이트(Scanimate)라고 불리던 당시의 첨단 영상기술이 사용되어 인상적인 시간여행 장면이 만들어졌다. 이 스캐니메이트 기술은 같은 타츠노코 프로덕션 작품인 《이상한 나라의 삐삐(원제: ポールのミラクル大作戦)》에서도 폴 일행이 현실 세계와 이상한 나라를 왕래하는 장면에 쓰였다.
- 연출의 틀

주인공은 생물을 모방한 탈것을 사용하고, 악당은 악역이 되는 듯한 인상의 생물을 모방한 탈것을 사용하는 틀이 확립되어 있다. 방영이 연장되는 후반부에는 장비가 여러 대 등장하기도 하며, 순수한 전투용이 아닌 이동수단으로서 묘사되는 경우가 많았다. 전투 장면은, 초기에는 주인공측의 힘으로 악당의 장비를 쓰러뜨렸으나, 중반 이후로는 3인조가 자멸하여 주인공이 궁지에서 벗어나는 경우가 늘어났다.
- 다이나몬드 (한국 명칭 - 달라몬드)

이 작품의 탐사대상인 다이나몬드(Dynamond)는 '우주에서 가장 귀하고, 우라늄 이상의 폭발력을 숨긴 보석'으로 되어 있다. 이름의 유래는 '다이아몬드'와 '다이나마이트'를 더한 것이다. 제25화 '로빈훗편(〈出たぞ！ロビンフットだ〉)'에서는 마녀의 병기인 다이나몬드 광선총으로 사용되어, 셔우드의 숲을 폭발시켰다. 마지막 편에서는 찾아낸 다이나몬드도 긴 세월 동안 공기와 접촉하여 평범한 돌이 되어 버렸다.

## 캐릭터

#### 선역
키에타 박사의 손녀 준코와 조수 탄페이가 짝이 되어 어딘가의 시대에 사라져 버린 박사를 쫓아 여행을 계속한다. 박사가 돌아온 후에는 마녀를 견제하면서 다이나몬드를 찾는다. 10대 전후의 남녀 1쌍과 생각과 감정이 있는 마스코트 로봇의 구성은 후속작에도 계속 이어진다.
탄페이(일본어: 丹平) - 창민(한국방영시 이름)성우 - 오오다 요시코, 유재옥, 박영남, 최수민
키에타 박사의 조수로서 일하는 소년. 기계에 강하며 운동신경도 뛰어나고, 박학다식하여 역사에도 강하나 약간 겁이 많다. 열혈·순진·용감하다. 쥰코, 쵸로보, 페라스케로부터는 '탄페이짱'으로 불린다. 파괴된 타임보칸을 수리하는 것도 가능한 듯하다. 친형제 등의 배경이 묘사되지 않고 학교에 다니는 모습도 보이지 않아 인물로서는 시리즈 중 가장 불명확한 주인공이다. 13세로 설정되어 있다.
쥰코(일본어: 淳子) - 소연(한국방영시 이름)성우 - 오카모토 마리, 이나미, 주희, 임은정
키에타 박사의 손녀. 박학다식한 현모양처(大和撫子)형이다. 할아버지를 걱정하는 다정한 손녀이다. 울기를 잘하나 강한 마음을 지녔다. 10세. 이름은 사쿠라다 준코(桜田淳子)에서 유래하였다.
쵸로보(일본어: チョロ坊) - 주사위 로봇(한국방영시 이름)성우 - 카츠라 레이코
탄페이가 만든 로봇. 지능은 유치원 아이 수준. 처음에는 페라스케와 사이가 좋지 앟았으나, 차차 좋아진다. 동력원은 등의 태엽으로, 태엽이 모두 풀리면 걷지 못하게 된다. 입에서는 화염이 나온다. 2화에서는 로봇인데도 슈크림을 먹기도 한다.
키에타 박사(일본어: 木江田博士) - 사라진 박사(한국방영시 이름)성우 - 사이카치 류지, 기영도, 이의구
준코의 할아버지. 세계적인 과학자로 타임보칸을 시운전하다가 페라스케에 타임머신을 빼앗겨 27화에서 돌아오기 전까지 행방불명이 된다. 돌아온 후 탄페이 일행과 모험에 동행하여, 다이나몬드를 쫓는다. 때때로 다이나몬드 조사를 탄페이 일행에 맡기고 집을 보는 일도 있다. 60세. 참고로 일본 이름 키에타 박사는 사라진 박사라는 뜻의 일본어 消えた博士와 같은 발음이다.
페라스케(일본어: ペラ助) - 떠버리(한국방영시 이름)성우 - 타키구치 쥰페이, 김무규
말이 많다. 유일하게 박사의 행방을 알고 있지만 부인 오타케를 매우 무서워하는 공처가라 오타케와 박사가 함께 있는 시대로 돌아가기 싫어서 일부러 박사의 행방을 틀리게 알려주는 경우가 많다. 먹을 것을 밝히고, 슈크림을 좋아한다. 후반부에는 종종 마녀를 정탐하여 마녀가 다이나몬드를 찾으러 가는 내용을 듣고 탄페이 일행에게 알려준다.
오타케(일본어: オタケさん) - 나불이(한국방영시 이름)성우 - 엔도 하루, 안소연
페라스케의 부인.

#### 악역
교활하고 요염한 마죠, 어떠한 기계도 제작하는 천재과학자 그로키, 괴력의 소유자인 와루사, 3인이 모여 악당 3인조가 되었다. 키에타 연구소에서의 이야기를 이런 저런 방법으로 도청하여 탄페이 일행이 출발한 후에 추적하여, 키에타 박사로부터 다이나몬드가 있는 장소를 알려고 한다.
후반에는 키에타 박사가 돌아온 후, 주인공보다 먼저 다이나몬드가 있을 만한 시대를 찾아내어 행동하는 일도 있었다. (이 경우, 페라스케가 이야기를 엿듣는다.)
또한, 이어지는 타임보칸 시리즈와는 달리, 기계의 조작이나 설계 등은 구로키에만 일임하지 않고, 마죠의 조언이나 와루사의 조작으로 해결 방법을 찾는 경우가 많다.
깃발의 해적 인장은 흰색이다. 평소에는 두개골 부분뿐이지만, '금주의 하일라이트'에 사용되는 대형 폭탄 등에는 해적 깃발로 보일 듯한 '해골과 교차한 뼈'로 되어 있다.
마죠(일본어: マージョ) - 마녀(한국방영시 이름)성우 - 오하라 노리코
악당 3인조의 두목으로, 30세이다. 자신의 욕망을 위해 수단을 가리지 않고, 탄페이 일행에 대해 적의를 품는 등, 이어지는 시리즈에 등장하는 여두목보다도 약간 과격한 성격이다. 하지만, 바탕은 의외로 순수하다. 뱀, 귀신, 제트코스터, 쥐를 싫어한다.
그로키(일본어: グロッキー) - 엉큼이(한국방영시 이름)성우 - 야나미 죠지
25세. 우수한 두뇌를 갖고 있어서, 키에타 박사의 연구소에서 조수로서 일했으나, 실제로는 마죠의 명령에 의해 타임머신의 비법을 빼내기 위한 스파이였다. 마죠에게로 돌아간 후에는 기계의 개발을 담당한다. 자신의 실력에는 절대적인 자신을 갖고 있으나, 가끔 실수를 한다.
와루사(일본어: ワルサー) - 악발이(한국방영시 이름)성우 - 타테카베 카즈야
35세. 힘이 세며, 기계의 조종에도 적극적으로 관여한다. 덩치에 맞지 않게 귀신, 도깨비를 무서워한다.

### 주요 장비

#### 주인공
키에타 박사가 곤충을 모방한 형태로 일련의 타임머신 기계를 만들어내었다. 주가 되는 대형의 장비 안에 2기의 소형 장비가 탑재된 형태가 기본이다.
이야기 전반은 풍뎅이형의 장비가 활약하였으나, 키에타 박사가 돌아온 후에는 풍뎅이형에 더하여 미래인의 장비를 이용한 메뚜기형과 귀환 후에 만들어낸 사슴벌레형의 3종류 중 목적지에 따라 컴퓨터가 최적으로 생각되는 장비를 자동적으로 선택하여 출동하게 되었다.
이들은 시간이동 기능을 사용할 때에 폭발을 일으키는 특징이 있어서, 이것이 '보칸(일본인이 느끼는 폭발소리)'이라는 이름의 유래가 되었다고 여겨지기도 한다. 또는, 장비 내에 여러 개의 작은 장비가 격납되어 있어서 '모함(母艦: 일본어 발음은 보칸)'의 의미를 갖고 있을 가능성이 추측되기도 한다.
- 1호(カブトムシ: 풍뎅이의 일종)

풍뎅이형 장비. 동체는 청색. 뿔 끝쪽은 회전이 가능하여 드릴의 형태로 사용하여 땅 속을 타고 나아갈 수 있다. 다른 두 대와는 달리 발이 달려있지 않아, 평소에는 기체 아랫쪽에서 나오는 차바퀴에 의해 지상을 이동한다. 비행시에는 바퀴가 기내에 수납되고 실제의 풍뎅이처럼 날개를 펼치고 아랫쪽 본체에서 날개가 나와 비행한다. 등에서는 무당벌레형의 소형 비행기, 배에서는 잠자리 유충형의 수중탐색기가 탑재되어 있다. 무당벌레형 비행기는 기체의 아랫쪽에서 바퀴가 나와 육상을 달리기도 하고, 날개의 별모양에서는 무기를 비롯한 다양한 기능을 조작할 수 있는 도구가 나오기도 한다.
- 2호(메뚜기)

메뚜기형 장비. 동체는 녹색이다. 27화에서 키에타 박사를 납치한 곤충인간이 현대에 남긴 타임머신을 박사가 개량하여 29화부터 타임보칸 2호로 사용하였다. 비행시에는 발을 뒷쪽으로 편다. 자벌레형 소형 정찰기와 반딧불이형 소형 작업 헬기가 탑재되어 있다.
이야기 후반부에는 많이 사용되었고, 최종화에서도 쓰였다.
- 3호(사슴벌레)

사슴벌레용 장비. 동체는 감색이다. 기에다 박사가 돌아와 만들었으며 29화에서 준비되어 33화에서 출동하였다. 메뚜기호처럼 다리가 있으나, 다리에 풍뎅이호의 바퀴가 탑재되어 있다. 벌 모양의 소형정찰기, 쥐며느리 모양의 소형 지상진행용 장비가 탑재되어 있다.

#### 악역
- 타임 해골

그로키가 키에타 박사의 연구소에서 빼돌린 타임보칸의 자료를 기초로 만들었다. 이 장비가 매회, 동물형 거대 장비의 머리 부분이 된다. 시간을 넘을 때, 약속한 듯 항상 부품 몇 개가 남는다.
악당 장비의 동체가 파괴된 후에는 이 부분만이 남아 탈출한다. 최종화의 폭발에서 두 조각이 나 파괴되었다.
- 해골 팡파레

그로키의 '금주의 하일라이트'라는 외침에 호응하여 나타나는 장치로 18화에 처음 등장하였다. 해골 3인이 1팀이 되어 등장한 뒤 팡파레를 울려 마녀 3인조의 기분을 복돋운다.

## 한국의 방영
이 작품은 한국을 비롯하여 미국(영문 제목:Timefighters), 구미 각국, 홍콩 등에도 수출되었다. 단, 일본의 이야기를 소재로 한 내용 등은 각국 방송국 사정에 따라 변경되기도 하였다. 대한민국의 방영 일정은 다음과 같다(1977년 동양방송에서 방영).
| 방영날짜 | 제목                 |
| -------- | -------------------- |
| 2/9      | 달라몬드의 비밀      |
| 2/16     | 사라진 박사를 찾아서 |
| 2/23     | 마녀 사냥            |
| 3/2      | 가짜 손오공          |
| 3/9      | 원시인은 이상해      |
| 3/16     | 앵무새               |
| 3/23     | 마술 항아리          |
| 3/30     | 징기스칸을 찾아서    |
| 4/6      | 지도 한 장           |
| 4/13     | 신기한 보물          |
| 4/20     | 모나리자의 미소      |
| 4/27     | 대륙의 침몰          |
| 5/4      | 라이트형제를 찾아라  |
| 5/11     | 백설공주             |
| 5/18     | 로버트 왕국          |
| 5/25     | '16화'               |
| 6/1      | 돈키호테             |
| 6/8      | 피노키오의 모험      |
| 6/22     | '19화'               |
| 6/29     | 보물섬               |
| 7/6      | 재크와 소망          |
| 7/13     | 호수의 비밀          |
| 7/20     | 신데렐라 공주        |
| 7/27     | 비둘기 로버트        |
| 8/3      | 다정한 인조인간      |
| 8/10     | 보이지 않는 옷       |
| 8/17     | 피리부는 소년        |
| 8/24     | 아파치의 목각        |
| 8/31     | 지킬박사의 수수께끼  |
| 9/7      | 지킬박사의 수수께끼  |
| 9/14     | 알라딘의 마술램프    |
| 9/21     | 춤추는 분홍신        |
| 9/28     | 달나라 여행          |
| 10/5     |                      |
| 10/12    | 투명인간의 비밀      |
| 10/19    | 지하왕국의 비밀      |
| 10/26    | 피라밋의 비밀        |
| 11/2     | 별나라 아가씨        |
| 11/9     | 포도밭의 보물        |
| 11/16    | 걸리버 여행기        |
| 11/23    |                      |
| 11/30    | 어머니와 신랑        |

## 관련 작품
- 타임보칸 시리즈 얏타맨(ヤッターマン, 한국판 제목：이겨라 승리호, 1977년 제작): 후속작으로 다츠노코에서 제작하였으며, 일본과 대한민국 모두 방영되었다.[3]